# Yushu (sockenhuvudort i Kina, Liaoning Sheng, lat 41,64, long 124,82)
Yushu är en sockenhuvudort i Kina. Den ligger i provinsen Liaoning, i den nordöstra delen av landet, omkring 120 kilometer öster om provinshuvudstaden Shenyang. Antalet invånare är 11 251. Befolkningen består av 5 414 kvinnor och 5 837 män. Barn under 15 år utgör 13,0 %, vuxna 15-64 år 77 %, och äldre över 65 år 8,0 %.
Runt Yushu är det ganska tätbefolkat, med 60 invånare per kvadratkilometer. Närmaste större samhälle är Yongling, 7,2 km norr om Yushu. I omgivningarna runt Yushu växer i huvudsak blandskog.
Genomsnittlig årsnederbörd är 1 169 millimeter. Den regnigaste månaden är juli, med i genomsnitt 279 mm nederbörd, och den torraste är januari, med 10 mm nederbörd.